# Oriol Nolis Curull
Oriol Nolis i Curull (Barcelona, 1978) és un periodista català, director del 2CAT.

## Trajectòria
Llicenciat en periodisme i dret per la UPF, va començar l'any 2001 com a redactor de L'Informatiu de Sants, Hostafrancs i La Bordeta, i va col·laborar al diari Metro. Ha estat presentador d'informatius a la Televisió de l'Hospitalet (2002 – 2003), redactor de El matí de Catalunya Ràdio (2003 – 2005) i va presentar una edició del programa Escena del Canal 33. L'any 2005 va començar a treballar a TVE Catalunya com a reporter del programa Catalunya Avui. Això li va permetre fer «periodisme de carrer» i elaborar tota mena de reportatges. Després va presentar les tres edicions de L'Informatiu de TVE Catalunya: vespre, migdia i cap de setmana (2007-2010).
La temporada 2010-2011 va presentar informatius al Canal 24 horas de TVE. L'abril de 2012 Oriol Nolis va copresentar juntament amb Xantal Llavina de Ràdio 4 de RNE els Premis Sant Jordi de Cinema 2012. L'any 2007 va rebre el micròfon de plata com a «presentador revelació» que atorga l'Associació Professional Espanyola d'Informadors de Premsa, Ràdio, Televisió i Internet (APEI Catalunya). Des de gener de 2013 fins al novembre de 2014 va presentar el Telediario cap de setmana de La 1 (TVE) juntament amb Raquel Martínez i María Escario. De setembre de 2013 fins al juny de 2014 també va presentar El debate de La 1. El gener de 2015 assumeix la presentació de El debat de La 1, l'edició en català de El debate de La 1 a Barcelona, a TVE Catalunya.
Al setembre de 2015 va presentar la seva primera novel·la La extraña historia de Mauricio Lyon en la que el fill gran d'una important família de col·leccionistes d'art francesos és repudiat per la seva família i desterrat a Barcelona on planeja la seva venjança, explicada a través de la bellesa i de la crueltat, del desig i del terror. El setembre de 2018 va tornar al capdavant del Telediario cap de setmana de TVE aquesta vegada en solitari. Entre 2021 i 2023 va ser director de RTVE Catalunya. El 2024 va començar a dirigir i presentar el pòdcast Codi 6, amb Marta Català.
El 2025 va ser nomenat primer director del canal de nova creació 2CAT.

## Vida personal
Ha estat casat amb el també periodista i analista polític Francesc Soler. És el nebot de Miquel Nolis Suñol i Mercé Curull Martínez, directora del Consell Català de l'Esport.